# Palazzo Astalli

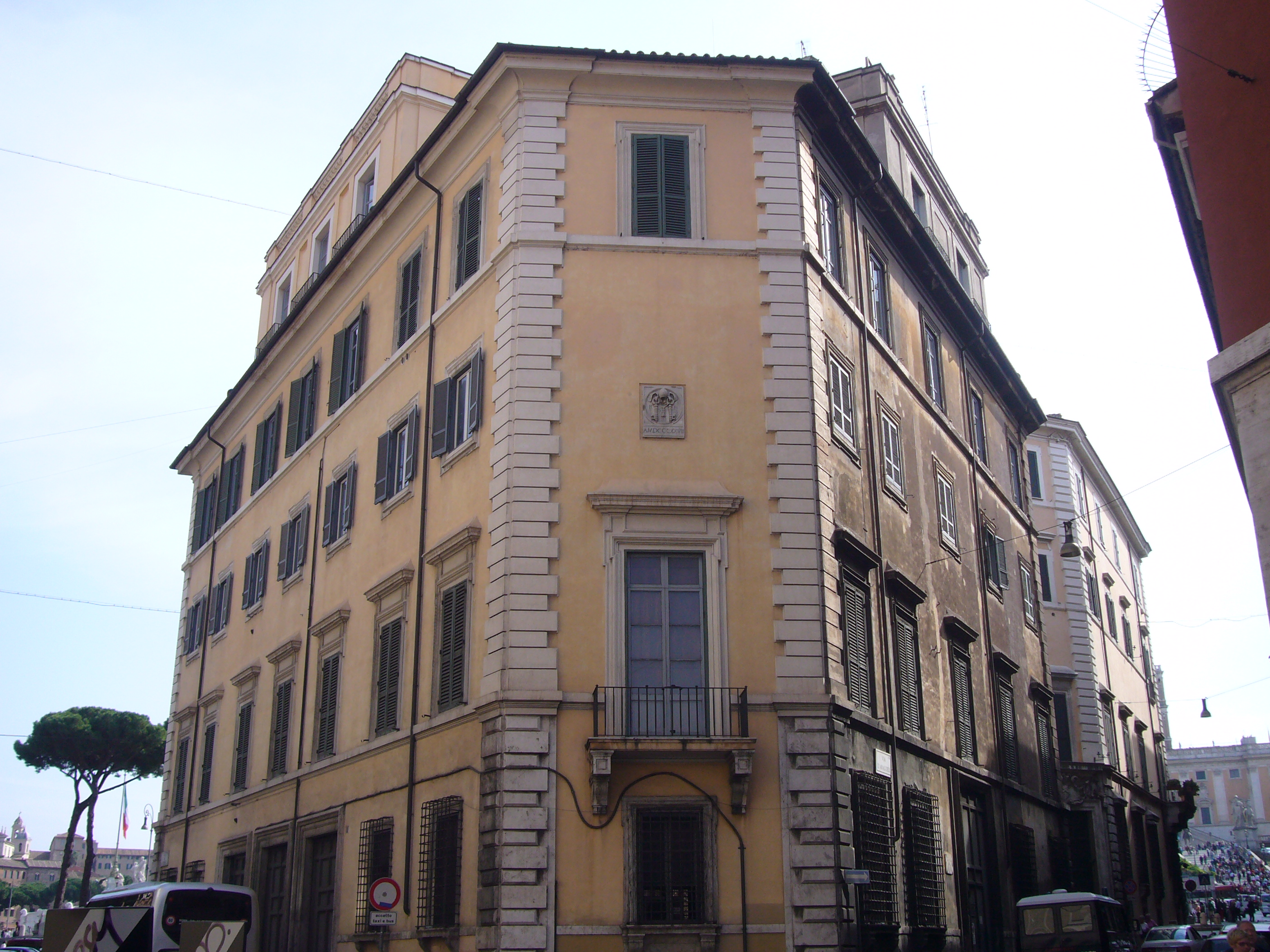
Vista do palácio a partir da Via delle Botteghe Oscure.

Palazzo Astalli é um palácio maneirista localizado no número 8 da Via San Marco, no rione Campitelli de Roma. 

## História
De origem incerta, sabe-se que existia no local um edifício de propriedade da família Muti, que decidiu restaurá-lo no século XVI, mas as obras andaram lentamente e o lote onde estava o edifício acabou sendo vendido para a família Astalli. O monsenhor Fulvio Astalli e seu irmão, o cardeal Camillo Astalli, contrataram, em 1672, o arquiteto Giovanni Antonio De Rossi para projetar e construir um novo palácio. De formato irregular, o terreno, compreendido entre a Via San Marco, o Vicolo degli Astalli e a Via dell'Aracoeli, acabou determinando seu formato quase triangular. A construção terminou no final do século e o novo edifício apresentava três fachadas: uma com um portal e dez janelas na Via San Marco, uma segunda com dois portais e oito janelas na Via dell'Aracoeli e uma terceira, com um portal do século XVI e dez janelas no Vicolo degli Astalli. No alto do edifício havia ainda um belvedere elevado no teto.
A família Astalli contratou também a decoração no interior, que foi todo pintado em afresco, especialmente os salões de festas. Os cronistas do século XVIII citam suntuosas festas e banquetes realizados no palácio, especialmente durante o Carnaval. Em 1827, morta a última Astalli, Laura, esposa de um Piccolomini, o edifício foi adquirido pela Fábrica de São Pedro para ser utilizado como residência de seu diretor. No início da década de 1930, o edifício passou por grandes transformações por causa das obras de isolamento do Campidoglio, incluindo o alargamento da Via San Marco. Toda a porção do palácio de frente para esta via foi demolida, destruindo o famoso salão e acabando com o equilíbrio formal original.

## Descrição
Atualmente, o edifício perdeu sua importância original: a fachada de frente para o Vicolo degli Astalli foi praticamente reduzida à metade, com a perda de seis janelas e a demolição do portal, enquanto que a da Via dell'Aracoeli foi reduzida a um único portal e seis janelas.
A fachada atual de frente para a Via San Marco apresenta atualmente, no piso térreo, três portais e quatro janelas gradeadas acima das pequenas janelas do porão. No piso nobre estão sete janelas (das dez originais), o mesmo número de janelas do segundo e terceiro pisos, mas muito mais modestas. O belvedere foi reconstruído na época. A fachada no chanfrado da esquina de frente para Via delle Botteghe Oscure, posterior às transformações do palácio, está emoldurado por silhares rusticados e se abre numa porta-janela com um pequeno balcão assentado sobre duas mísulas acima de uma janela gradeada e uma pequena janela do sótão e encimado por uma outra janela no último piso.
Os afrescos que decoravam as salas demolidas foram destacados e reconstituídos no Museo di Roma. De particular interesse eram os do salão de festas, com cenas sacras ambientadas em paisagens romanas e do Lácio, além de uma Anunciação.